# Mitchel Forman
Mitchel Forman (Brooklyn (New York), 24 januari 1956) is een Amerikaanse jazz- en fusiontoetsenist.

## Biografie
Mitchel Forman begon op 7-jarige leeftijd klassieke piano te studeren. Op 17-jarige leeftijd ging hij naar de Manhattan School of Music (MSM) voor drie jaar studie en begon hij te werken met bands in New York. Kort na zijn afstuderen aan MSM begon hij te toeren en op te nemen met Gerry Mulligan, waar hij zowel in Mulligans bigband als in het kwartet speelde en het werk met Stan Getz volgde. In 1980 begon de solocarrière van Forman met een pianospel op het Newport Jazz Festival. Deze opname werd zijn eerste album Live at Newport. In de daaropvolgende jaren werkte hij onderweg met Phil Woods, Carla Bley, Mel Tormé en Astrud Gilberto. Forman nam ook twee solo-pianoalbums op voor Soul Note en toerde regelmatig door Europa. Hij ging anderhalf jaar samen met gitarist John McLaughlin op pad om twee opnamen van de band op te nemen en eraan bij te dragen: de baanbrekende Mahavishnu en Adventures in Radioland. Forman sloot zich vervolgens aan bij ex-Weather Report-saxofonist Wayne Shorter, die toerde, opnam en bijdroeg aan Shorters Phantom Navigator.
In 1985 begon Forman met het leiden van zijn eigen band en nam zijn groepsdebuut Train of Thought op voor Magenta Records (een divisie van Windham Hill). Tegelijkertijd bleef hij samenwerken met andere bekende jazz- en muziekpersoonlijkheden, waaronder gitarist John Scofield (Blue Matter), Mike Stern (Upside Downside), Janis Siegel van The Manhattan Transfer, Dave Samuels, Diane Schuur, Gary Burton (Reunion), Pat Metheny, Simon Phillips, Jimmy Earl, Freddie Hubbard, saxofonist Bill Evans en Rickie Lee Jones. Formans eerbetoon Now & Then uit 1992 aan wijlen pianist Bill Evans stond bijzonder goed aangeschreven. De meeste opnamen van Forman behoren tot het fusion- of jazzgenre, maar Harvest Song uit 1998 bevat 15 solo-pianonummers. Forman richtte het platenlabel Marsis Jazz op. Hij leidde de band Metro met gitarist Chuck Loeb, toerde in een kwartet met Wolfgang Haffner, was lid van de Rick Braun-band, lid van de BWB-band en was te horen op albums van Jeff Golub. Forman noemde als invloeden Oscar Peterson, Bill Evans, McCoy Tyner, Herbie Hancock, Keith Jarrett en Chick Corea.

## Discografie

### Als leader
- 1982: Childhood Dreams (Soul Note)
- 1983: Only a Memory (Soul Note)
- 1985: Train of Thought (Magenta)
- 1992: What Else? (RCA)
- 1993: Hand Made (Lipstick)
- 1993: Now and Then (BMG/Novus)
- 1997: Harvest Song (Jazzline)
- 1999: New Standards (UnReel)
- 2001: Patience (Skip)
- 2002: Mr. Clean: Live at the Baked Potato (Skip)
- 2006: Perspectives (Marsis)
- 2010: Lost and Found (Marsis)

Met Metro
- 1994: Metro (Lipstick)
- 1995: Tree People (Lipstick)
- 2000: Metrocafe (Hip Bop)
- 2002: Grapevine (Silva Screen/Hip Bop)
- 2004: Live at the A-Trane (Marsis)
- 2007: Express (Marsis)
- 2015: Big Band Boom (Jazzline)

### Als sideman
Met Bill Evans
- 1984: Living in the Crest of a Wave (Elektra Musician)
- 1985: The Alternative Man (Blue Note)
- 1990: The Gambler (Jazz City)

Met Brian Bromberg
- 1991: It's About Time (Nova)
- 1993: Brian Bromberg (Nova)
- 1998: You Know That Feeling (Zebra)
- 2012: Compared to That (Artistry Music)

Met Rick Braun
- 1998: Full Stride (Atlantic)
- 2001: Kisses in the Rain (Warner Bros.)
- 2003: Esperanto (Warner Bros.)
- 2005: Yours Truly (Artizen)
- 2006: Sessions Vol. 1 (Artizen)

Met Mark Egan
- 1985: Mosaic (Hip Pocket)
- 2010: Truth Be Told (Wavetone)
- 2014: About Now (Wavetone)
- 2015: Direction Home (Wavetone)

Met Jeff Golub
- 1997: Nightlife (Bluemoon)
- 2000: Dangerous Curves (GRP)
- 2007: Grand Central (Narada)

Met Chuck Loeb
- 1993: Mediterranean (DMP)
- 1996: The Music Inside (Shanachie)
- 1998: The Moon, the Stars, and the Setting Sun (Shanachie)
- 2007: Presence (Heads Up)
- 2013: Silhouette (Shanachie)
- 2016: Unspoken (Shanachie)

Met anderen
- 1978: Frankie Valli, ...Is the Word (Warner Bros.)
- 1980: Gerry Mulligan, Walk on the Water (DRG)
- 1984: John McLaughlin, Mahavishnu (Warner Bros.)
- 1986: Dave Valentin, Light Struck (GRP)
- 1986: Jonas Hellborg, Axis (Day Eight Music)
- 1986: Mike Stern, Upside Downside (Atlantic)
- 1986: Steps Ahead, Magnetic (Elektra)
- 1986: John McLaughlin, Adventures in Radioland (Relativity)
- 1987: Danny Gottlieb, Aquamarine (Atlantic)
- 1987: Georg Wadenius, Cleo (Four Leaf Clover)
- 1987: Janis Siegel, At Home (Atlantic)
- 1987: John Scofield, Blue Matter (Gramavision)
- 1987: Wayne Shorter, Phantom Navigator (Columbia)
- 1988: Billy Ocean, Tear Down These Walls (Jive)
- 1988: Charles Gross, Punchline (A&M)
- 1988: Dave Samuels, Living Colors (MCA)
- 1988: Diane Schuur, Talkin' 'Bout You (GRP)
- 1988: Joe Beck, Back to Beck (DMP)
- 1988: Randy Bernsen, Paradise Citizens (Zebra)
- 1989: Jeff Beal, Perpetual Motion (Island)
- 1989: Danny Gottlieb, Whirlwind (Atlantic)
- 1990: David Foster, River of Love (Atlantic)
- 1990: Gary Burton, Reunion (GRP)
- 1990: Stan Getz, Billy Highstreet Samba (EmArcy)
- 1991: Andy Summers, World Gone Strange (Private Music)
- 1992: Najee, Just an Illusion (EMI)
- 1992: Petite Blonde, Petite Blonde (Lipstick)
- 1994: Thomas Dolby, The Gate to the Mind's Eye (Giant)
- 1995: Curtis Stigers, Time Was (Arista)
- 1995: Jimmy Earl, Jimmy Earl (Legato)
- 1995: Kevyn Lettau, Universal Language (JVC)
- 1995: Simon Phillips, Symbiosis (Lipstick)
- 1995: Andy Summers, Synaesthesia (CMP)
- 1996: Bob Boykin, Hazardous Material (Legato)
- 1996: Charles Gross, A Family Thing (Cinerama)
- 1997: Doky Brothers, 2 (Blue Note)
- 1997: Enrique Iglesias, Vivir (Fonovisa Records/Strauss)
- 1997: Richard Elliot, Jumpin' Off (Metro Blue)
- 1998: Bob Leatherbarrow, Bumpin' in the Basement (Cherimoya/Chartmaker)
- 1998: Cosy Sheridan, Grand Design (Bonneville)
- 1999: Tom Scott, Smokin' Section (Windham Hill)
- 1999: Jimmy Earl, Stratosphere (Pacific Time)
- 1999: Richard Elliot, Chill Factor (Capitol)
- 2001: Mike Miller, Save the Moon (Marsis)
- 2001: Peter White, Glow (Columbia)
- 2003: James Senese, Passpartu (Itwhy)
- 2005: Mel Torme, Gerry Mulligan, George Shearing, The Classic Concert Live (Concord Jazz)
- 2009: Terri Lyne Carrington, More to Say (E1)
- 2010: Anthony Jackson, Interspirit (Abstract Logix)
- 2013: Carl Verheyen, Mustang Run (Cranktone)
- 2013: Sandeep Chowta, Matters of the Heart (Sony)
- 2014: Till Bronner, The Movie Album (Verve)
- 2014: Wendy Moten, Timeless (Woodward Avenue)
- 2015: Fourplay, Silver (Heads Up)
- 2016: Bill Berry, Awkward Stage (Songwriter's Square)
- 2016: Bobby Kimball, We're Not in Kansas Anymore (Inakustik)
- 2017: Alphonso Johnson, Metaphors (Embamba Music)
- 2018: Chris Standring, Sunlight (Ultimate Vibe)
- 2018: Kathy Kosins, Uncovered Soul (Maristar)

- Bibliothèque nationale de France: cb13932780n (data)
- Gemeinsame Normdatei: 134375602
- International Standard Name Identifier: 0000 0000 8146 5520
- Library of Congress Control Number: n88645206
- MusicBrainz: 6d63ffc2-1d2e-4a9c-a66b-083394605563
- Système universitaire de documentation: 15703531X
- Virtual International Authority File: 66654733
- WorldCat: E39PBJxmJdM9BbjPwh8kpKxRrq